# Tebulosmta
Il Tebulosmta (in russo Тебулосмта?; in georgiano თებულოსმთა?; in ceceno: Тулой лам), o Dakuoch-Kort (in russo Дакуох-Корт?), è una delle vette della Catena Laterale, nel Caucaso orientale. È il punto più alto della Repubblica Cecena. 
Alto 4493 m, si trova al confine tra la Cecenia (Russia) e la regione della Tuscezia (Georgia), tra le sorgenti dell'Andijskoe Kojsu e il corso superiore del fiume Čanty-Argun. Il massiccio è composto da scisti e arenarie del Giurassico.